# Четвёрка (карта)
Четвёрка — игральная карта достоинством в четыре очка. Входит в состав 54- и 52-карточной колоды, отсутствует в 36- и 32-карточной колодах.

## В играх
В большинстве игр не имеет специального значения и является просто одной из младших карт, третьей после двойки и тройки. В игре «Семерик», где тройка и двойка старше туза, четвёрка является самой младшей картой.
В игре «Пятьсот» (en:500 (card game)) для четырёх игроков отбрасываются все двойки и тройки, а также чёрные четвёрки (пиковая и трефовая); красные четвёрки (бубновая и червонная) при этом становятся самыми младшими в своих мастях.
В техасском холдеме стартовая рука из пары четвёрок иногда называется «парусные лодки» (англ. sailboats) из-за сходства цифры 4 с парусом.

## Дизайн карты
Традиционный дизайн карты во французской системе мастей включает четыре символа (очка) масти, по одному в каждом из углов карты; два очка у верхнего края ориентированы в одну сторону, два у нижнего — в противоположную. На современных картах в двух противоположных углах (реже — во всех четырёх) приводится индекс — цифровое обозначение «4» и уменьшенный символ масти.

Четвёрка пик
Четвёрка треф
Четвёрка бубён
Четвёрка червей

### В других колодах
В колоде Таро четвёркам пик, треф, бубён и червей аналогичны четвёрки мечей, жезлов, денариев и кубков соответственно.
Ниже приводятся изображения этих карт из колоды таро Висконти — Сфорцы (1450), в которой масть жезлов заменена стрелами.

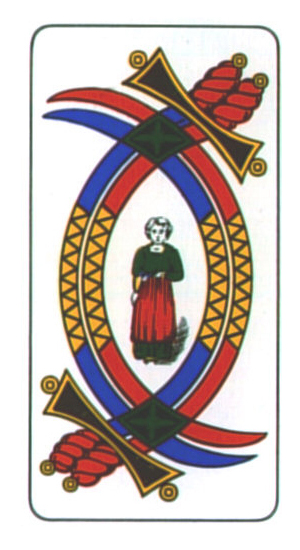
Четвёрка мечей
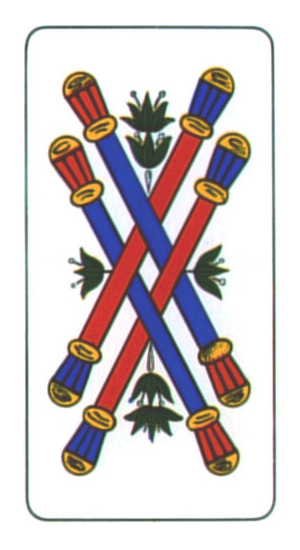
Четвёрка стрел (жезлов)
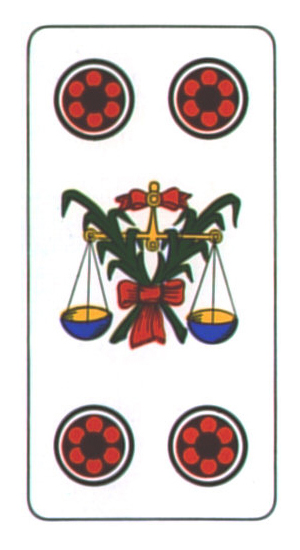
Четвёрка денариев
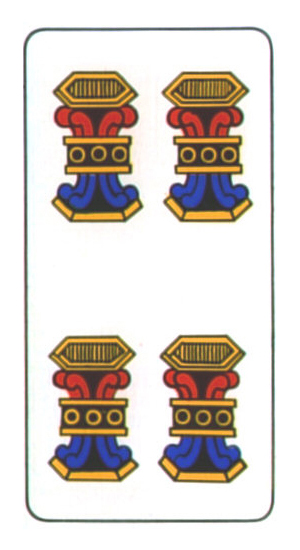
Четвёрка кубков

Те же масти употребляются в итало-испанской колоде:

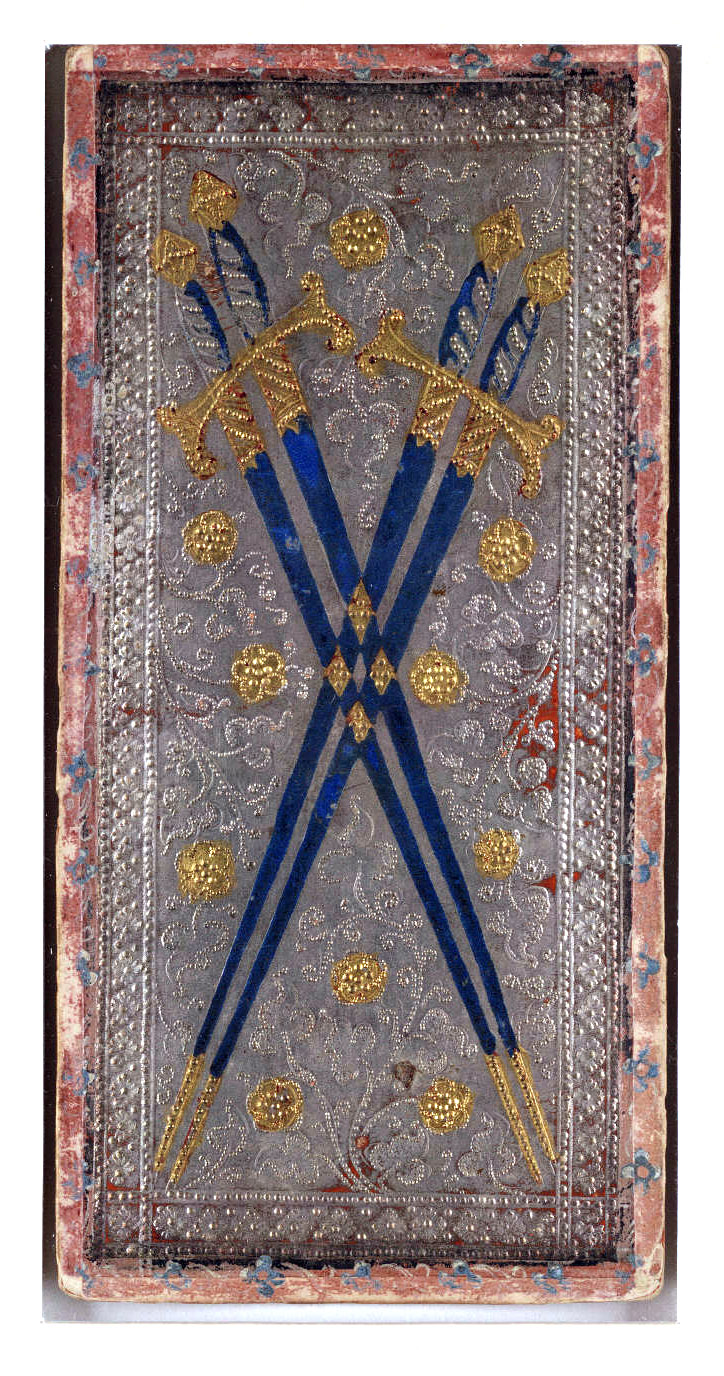
Четвёрка мечей
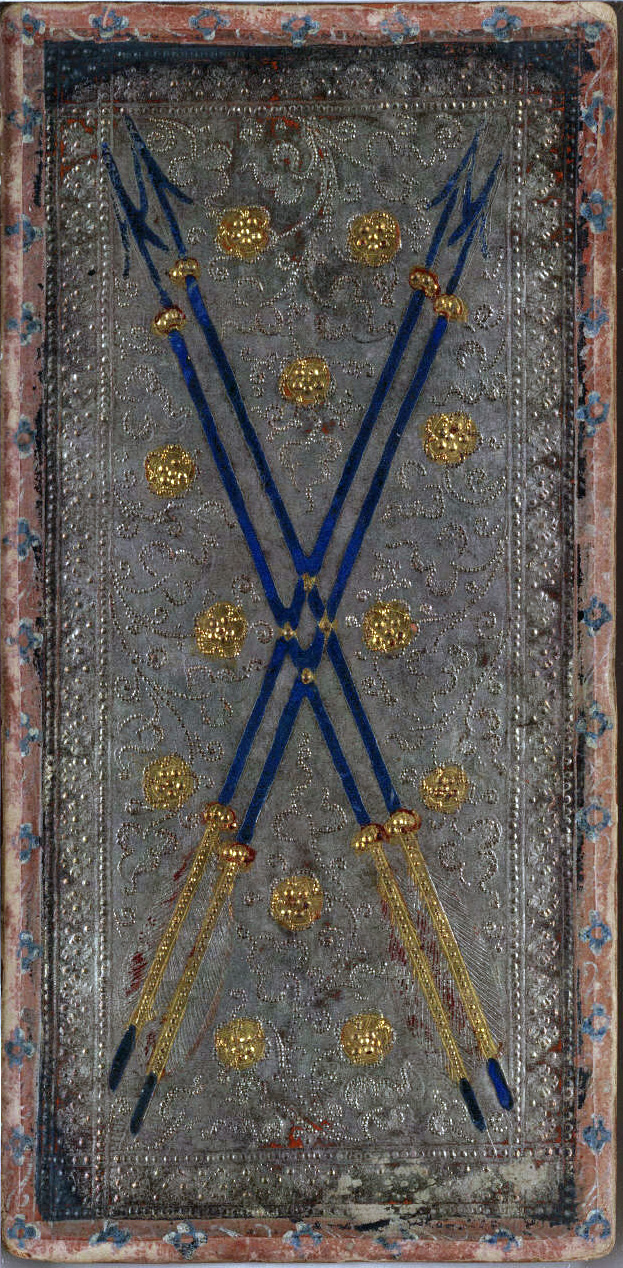
Четвёрка жезлов
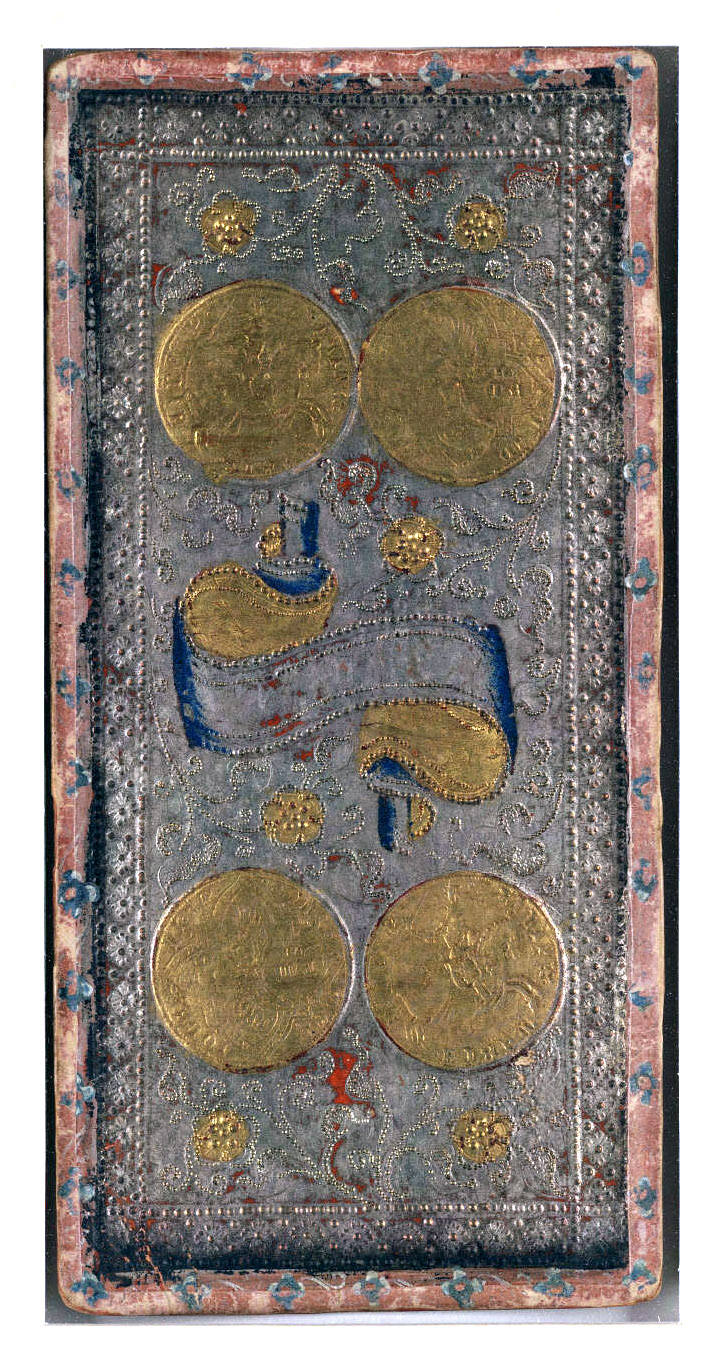
Четвёрка денариев
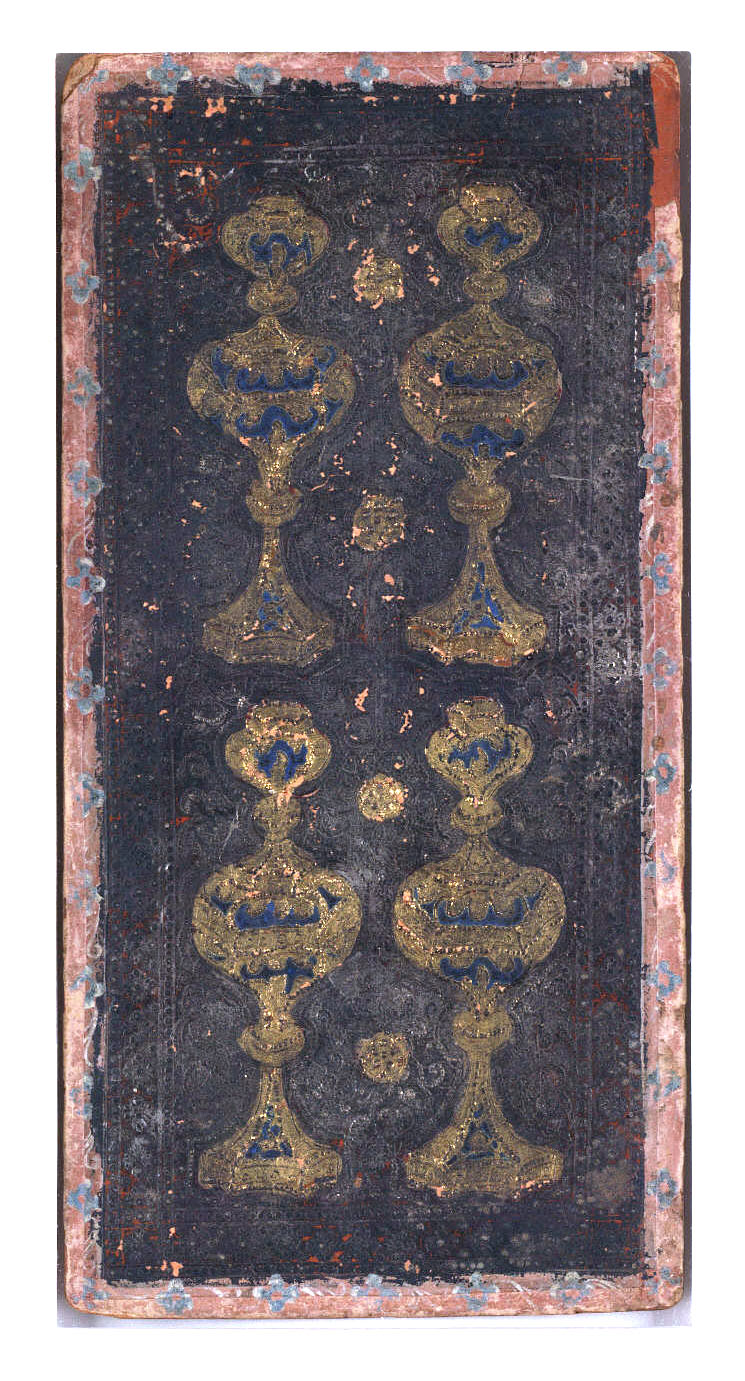
Четвёрка кубков

## В Юникоде
Начиная с версии 6.0 стандарта Юникод в нём предусмотрены следующие коды:
- Четвёрка пик — 1F0A4 playing card four of spades
- Четвёрка червей — 1F0B4 playing card four of hearts
- Четвёрка бубён — 1F0C4 playing card four of diamonds
- Четвёрка треф — 1F0D4 playing card four of clubs